# Куоно
Куоно (погиб в 275 году) — святой мученик исаврийский. День памяти — 29 мая.
Согласно западным преданиям, восходящим к некоторым рукописям V века, речь идёт о святом Кононе Исаврийском и его сыне Конелло (Conello).
Согласно этим преданиям св. Куоно (Cuono) был инженером-гидротехником, человеком состоятельным, жившим в городе Икония, что в Исаврии (Isauria), небольшой области в Малой Азии. Он был христианином, как и большинство жителей этой области, в котором христианство было сильно распространено со времён проповеди св. апостола Павла.
Конон был женат на женщине, имя которой не дошло до наших дней. Известно лишь, что она рано умерла. Св. Конон, теперь вдовец, решил принять монашество. В то время в восточной Римской Империи, где жил Конон, быть монахом означало вести жизнь в одиночестве. Монахи были в большом почете, к их помощи прибегали, чтобы защитить сообщества от несправедливого налогообложения и от насилия со стороны сильных.
Сын св. Конона, св. Конелло, тогда еще молодой человек, следовал за своим отцом во всех его делах, и даже принял монашество. Он был диаконом христианской общины в Иконии и заслужил высокие оценки людей, среди которых жил.
В то время у префекта Домициана было поручение заставить подданных почувствовать, что власть императора сильнее, чем любая другая, и он начал гонения против свв. Конона и Конелло. Их обвинили в "чуде воды", что на самом деле было результатом произведения мелиорации в тех болотистых краях.
После пыток и мучений, которые свв. Конон и Конелло встретили с мужеством, они смертью засвидетельствовал свою веру 29 мая 275 года.